# Damernas tvåa utan styrman i rodd vid olympiska sommarspelen 1976
Damernas tvåa utan styrman i rodd vid olympiska sommarspelen 1976 avgjordes mellan den 19 och 24 juli 1976. Grenen hade totalt 22 deltagare från 11 länder.

## Medaljörer
| Gren              | Guld                                       | Silver                                | Brons                                 |
| Tvåa utan styrman | Siika Barbulova Stojanka Grouittjeva (BUL) | Angelika Noack och Sabine Dähne (GDR) | Edith Eckbauer och Thea Einöder (FRG) |

## Resultat

### Final
| Placering | Roddare                                    | Land          | Tid     |
| --------- | ------------------------------------------ | ------------- | ------- |
| 1         | Siika Barbulova och Stojanka Grouittjeva   | Bulgarien     | 4:01,22 |
| 2         | Angelika Noack och Sabine Dähne            | Östtyskland   | 4:01,64 |
| 3         | Edith Eckbauer och Thea Einöder            | Västtyskland  | 4:02,35 |
| 4         | Natalija Horodilova och Hanna Karnausjenko | Sovjetunionen | 4:03,27 |
| 5         | Tricia Smith och Betty Craig               | Kanada        | 4:03,27 |
| 6         | Marlena Predescu-Zagoni och Marinela Maxim | Rumänien      | 4:15,44 |